# Martin Bruneß
Martin Bruneß (* 11. Mai 1911 in Berlin-Wilmersdorf; † 12. Juli 1996 in Landshut) war ein deutscher Jurist. Von 1968 bis 1975 war er Bundeswehrdisziplinaranwalt.

## Leben
Bruneß kam als Sohn eines Lehrers und dessen Frau zur Welt. Nach der Reifeprüfung 1929 am Reformgymnasium in Wilmersdorf studierte er an der Friedrich-Wilhelms-Universität zu Berlin und der Albert-Ludwigs-Universität Freiburg Rechtswissenschaft. Er legte 1932 die erste juristische Staatsprüfung ab und ging 1933 in den Vorbereitungsdienst in Berlin. Mit einer Doktorarbeit bei Fritz Pringsheim wurde er 1935 in  Freiburg zum Dr. jur. promoviert. In den 1950er Jahren war er im Bundesministerium der Verteidigung (BMVg) tätig. Im Untersuchungsausschuss zur Fibag-Affäre gehörte er zu den Vertretern des BMVg. Danach war er 1968–1975 Bundeswehrdisziplinaranwalt beim Bundesverwaltungsgericht.